# 鄂尔多斯右翼前旗
鄂尔多斯右翼前旗，中国清代、民国时期内蒙古旧旗名。1949年按其俗称改名乌审旗。

## 历史
清朝顺治六年（1649年）以鄂尔多斯部置，治所在今内蒙古自治区乌审旗东北巴吉代附近。属伊克昭盟。1940年代徙治达布察克镇，即今治。

## 鄂尔多斯右翼前旗固山贝子世系
1. 衮必里克墨尔根：达延汗之孙，巴尔斯博罗特长子，統領鄂尔多斯部
2. 诺木塔尔尼郭斡台吉（汉文史籍称华台吉）：衮必里克墨尔根四子。
3. 额琳沁（诺木塔尔尼郭斡台吉的玄孙），顺治六年（1649年）封固山贝子，领鄂尔多斯右翼前旗札萨克，旗札萨克驻巴哈诺尔；巴嘎淖尔王府，又称努肯查干淖尔王府亦称额琳沁贝子府（今浩勒报吉乡巴嘎淖尔村巴嘎淖尔西畔，于今浩勒报吉乡政府所在地直线距离18公里处）。清顺治十八年（1661年）卒。
4. 达尔占（达尔扎，额琳沁从子）：1661年袭札萨克位。1677年晋升多罗贝勒。1694年卒。沙沙陶勒盖王府，又称达尔占王府，位于今乌审召苏木巴彦陶勒盖嘎查和图克苏木黄陶勒盖嘎查交界、热西日布登敖包东南七八华里处沙沙陶勒盖南。
5. 旺舒克（达尔扎长子）：清康熙三十三年（1694年）袭札萨克多罗贝勒。驻阿都亥王府，位于今浩勒报吉乡阿都亥村境内阿都亥呼日呼敖包西南四五华里处。1698年卒。
6. 达什喇布坦（达尔扎三子）1698年袭扎萨克多罗贝勒。1733年晋升贝子。1734年卒。
7. 喇什色楞（达什喇布坦长子）：1734年袭爵。1773年卒。
8. 沙克都尔扎布（喇什色棱长子）：1773年袭爵。1778年卒。
9. 布延泰（沙克都尔扎布长子）：1778年年袭爵。1808年卒。
10. 札木巴勒多尔济（布延泰弟）：1808年袭札萨克位，1816年卒。
11. 桑斋旺沁（扎木巴勒多尔济从子）：嘉庆二十二年（1817年）袭札萨克位，清道光八年（1828年）因罪削职。驻巴彦陶勒盖王府，又称桑斋旺沁王府，位于今乌审召苏木乌审召嘎查巴彦陶勒盖庙西梁。
12. 巴达尔呼（桑斋旺沁子，俗称“福王”） ：清道光九年（1829年）袭札萨克位。迁驻巴特尔王府又称巴达尔呼贝子王府，位于今乌审召苏木巴彦陶勒盖嘎查境内。同治七年（1868年），回民武装首领马化龙率众入侵乌审旗后，为避兵乱，将王府临时迁到红泥湾；回军退后，又迁回图吉王府。红泥湾即今红泥湾优良牧草种子繁殖场（简称育草站）所在地，与今达布察克镇直线距离30公里。 1874年晋封为多罗贝勒，将王府迁至图吉，驻10年，位于今图克苏木陶报格嘎查境内图吉。1883年卒。
13. 察克都尔色楞（察克都尔斯仁，巴达尔呼子）：1884年袭任札萨克贝勒。将王府迁到塔马嘎来，位于今乌兰陶勒盖苏木巴彦高勒嘎查塔马嘎来滩北部。1904年9月24日，光绪帝朱批：“察克都尔色楞赏加郡王”。1916年卒。
14. 特克素阿毛古朗（特古斯阿穆古朗，特古斯阿木古朗、汉名叫奇德山，俗称“特王”）：1900年生。1917年袭任札萨克多罗贝勒。1941年6月特王病逝。国民政府蒙藏委员会、第二战区、第八战区、中共中央、陕甘宁边区政府、中共乌审旗工委等，均派员参加了葬礼。中共中央送“统战挚友”挽幛一幅。[1]
15. 热德那巴扎尔（奇玉山）：札萨克察克都尔斯仁的第三子。1915年6月7日生。1927年投靠傅作义。1935年5月孟克乌力吉垮台，奇玉山回旗后任记名协理，把乌审旗东部被遣散的官兵收编为一个营，自任营长。1937年那顺德力格尔出逃，奇玉山把全旗军队合编为保安队自任队长。1939年傅作义任命其为西蒙抗日游击第一支队司令。1941年任护理扎萨克兼乌审旗保安总队司令。1951年2月在内蒙古自治区首府张家口被捕，6月22日（农历五月十八日）在东胜被镇压。[2]